# Bodeh (Randublatung)
Bodeh is een bestuurslaag in het regentschap Blora van de provincie Midden-Java, Indonesië. Bodeh telt 1219 inwoners (volkstelling 2010).